# Марі-Антуан Карем
Марі́-Антуа́н Каре́м (Антоні́н Каре́м, фр. Marie-Antoine Carême, 8 червня 1784, Париж —  12 січня 1833, Париж) — відомий французький кухар, один з творців високої кухні.

## Загальні відомості
Служив у Талейрана, Георга IV, Джеймса Маєра Ротшильда та ін.
Опублікував роботу з кулінарії, в якій описав тогочасну французьку кухню і хоча багато що з його книги сьогодні здається екстравагантним, він спростив і класифікував те, що було описано раніше і описав складнішу кухню.
Вважається одним з творців високої кухні, мав прізвисько «кухаря королів і короля кухарів».
Певний час працював у Петербурзі при імператорському дворі Олександра I.
Карем вважається законодавцем моди на традиційний головний убір для професійних кухарів — кухарський ковпак «toque» — високий круглий накрохмалений плесірований білий капелюх без полів, але зі складками (кількість складок — 101, саме стількома різними способами можна приготувати яйце).

## Життєпис
Народився 1784 року в Парижі. У вісім років, у розпалі Французької революції незаможні батьки лишили його на піклування чужих людей. Батько гадав, що син настільки кмітливий, що зможе вижити сам, полегшивши таким чином становище родини, в якої вже було 14 дітей. Марі-Антуан працював на кухні в дешевих паризьких ресторанах в обмін на проживання та прожиток.
1798 року він почав працювати на кондитера Сільвена Байї (Sylvain Bailly), який тримав крамницю неподалік від Пале-Рояль, частим гостем якої бував знаменитий дипломат Талейран. Хлопчик сподобався Сільвену Байї своєю старанністю і здібностями, і надалі він брав участь в його долі, підтримував його прагнення до навчання.
Незабаром Карем відкрив власну кондитерську лавку «Кондитерська де ла Рю-де-ла-Пе», яка проіснувала до 1813 року. На вітрині своєї крамниці для залучення перехожих Карем виставляв кондитерські вироби, досить химерні за формою і великі за розміром.
Він створював впізнавані моделі знаменитих храмів, замків, соборів, піраміди і навіть античні пам'ятники і руїни, підглядаючи і запозичуючи ідеї з книг з історії та архітектури. Також він створював нові види кондитерських виробів з тіста, мигдалю і меду — нуга, безе, крокани.
Карему почали надходити замовлення від французької знаті і чиновників високого рівня, у тому числі від Талейрана і навіть Наполеона. Працюючи на численні замовлення заможних людей, Карем удосконалював своє кулінарне мистецтво і водночас багатів.

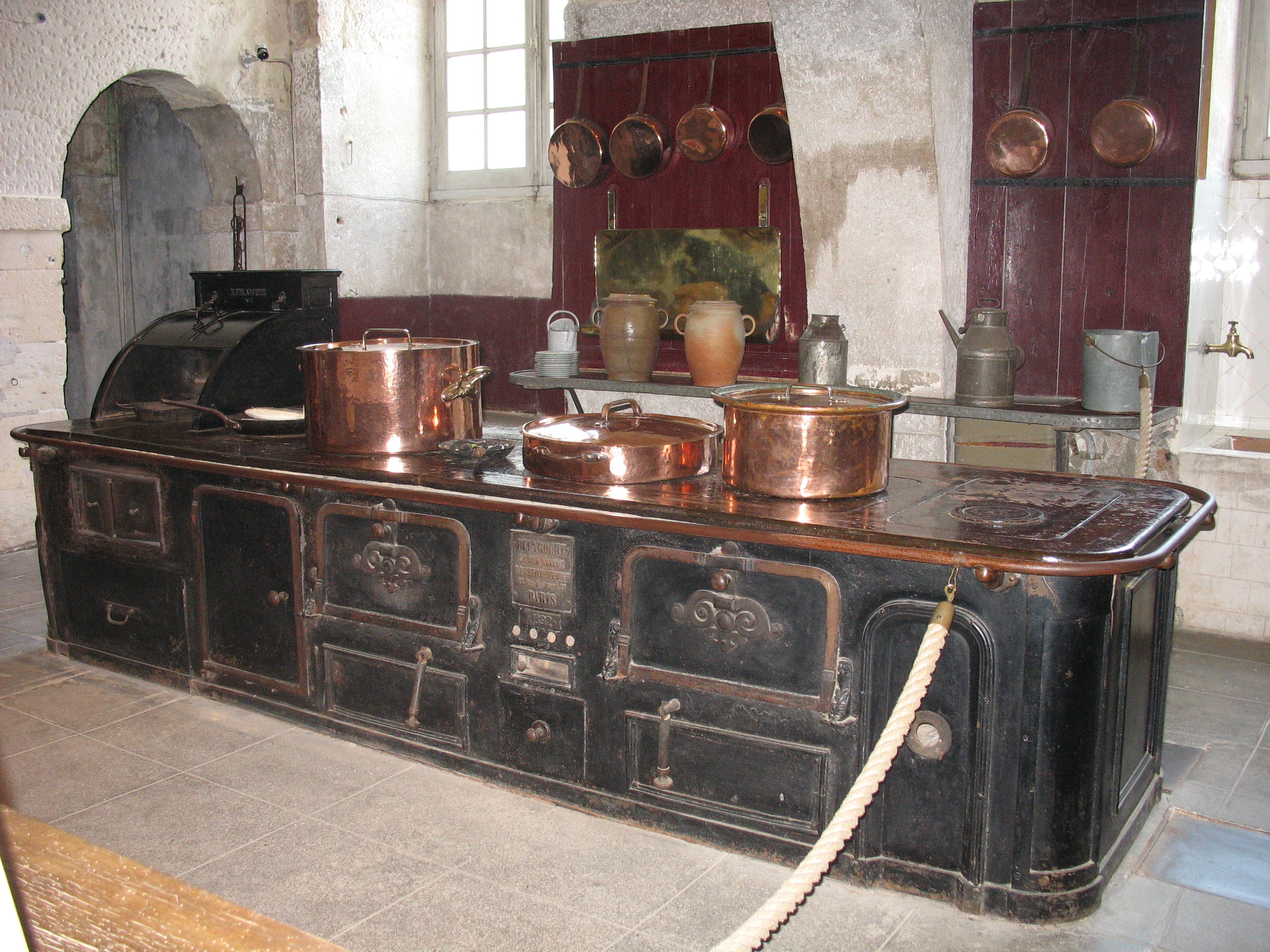
Замок Валансе.
Тут за часів Талейрана своє мистецтво демонстрував Марі-Антуан Карем

Наполеон, хоча і був досить байдужим до застільних вишукувань, все ж розумів важливу роль застілля в дипломатії. 1804 року він розпорядився виділити гроші Талейрану для купівлі розкішного замку Валансе, який став місцем для дипломатичних прийомів. Талейран, влаштовуючи такі прийняття, запрошував із собою Карема. Він навіть влаштував йому свого роду тест: скласти меню на цілий рік, використовуючи тільки сезонні продукти, але при цьому, щоб жодна страва не повторювалась. Карем гідно впорався з цим тестом і прослужив Талейрану близько 12 років.
Після падіння Наполеона Карем вирушив до Лондона, де певний час був шеф-кухарем принца-регента, згодом короля Георга IV. Згодом він прийняв запрошення російського царя Олександра I і вирушив до Петербурга, але там він надовго не затримався, потім працював при королівському дворі Відня, у британському посольстві в Парижі, у принца Вюртембергського, у маркіза Лондондеррі, у княгині Багратіон і, нарешті, став шеф-кухарем банкіра Джеймса Маєра Ротшильда.
Помер Карем 48-річним, ймовірно, від отруєння, викликаного багаторічним вдиханням токсичних газів, продуктів горіння деревного вугілля. Похований у Парижі на цвинтарі Монмартр.

## Праці Карема

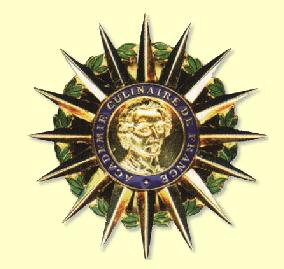
Медаль Кулінарної академії Франції з зображенням Марі-Антуана Карема

- «Le Pâtissier royal parisien: traité élémentaire et pratique orné de quarante et une planches par l'auteur», 1810(фр.)
- «Le Maître d'hôtel français, traité des menus à servir à Paris, à Saint-Petersbourg, à Londres, à Vienne» (1820;том 1, том 2)(фр.)
- «Projets d'architecture pour l'embellissement de Paris» (П., 1826)(фр.)
- «Le Cuisinier parisien, Deuxième édition, revue, corrigée et augmentée» (П., 1828)(фр.)
- «Le Cuisinier parisien ou l'art de la cuisine française au XIX siècle» (Париж, 1828, видання 1842 року)(фр.)
- «Le Pâtissier pittoresque, précédé d'un traité des cinq orders d'architecture» (П., 1828; 4-е видання, П., 1842)(фр.)
- «Le Pâtissier royal parisien» (П., 1828–1879)(фр.)
- «L'Art de la cuisine française au dix-neuvième siècle» (П., 1833), видав три тома із задуманих п'яти: том 2(фр.)
- «Le Pâtissier pittoresque» (П., 1842)(фр.)